# Parco nazionale Reinheimen
Il parco nazionale Reinheimen è un parco nazionale della Norvegia, nelle contee di Innlandet e Møre og Romsdal. È stato istituito nel 2006 e occupa una superficie di 1.969 km².